# 磐城鉱

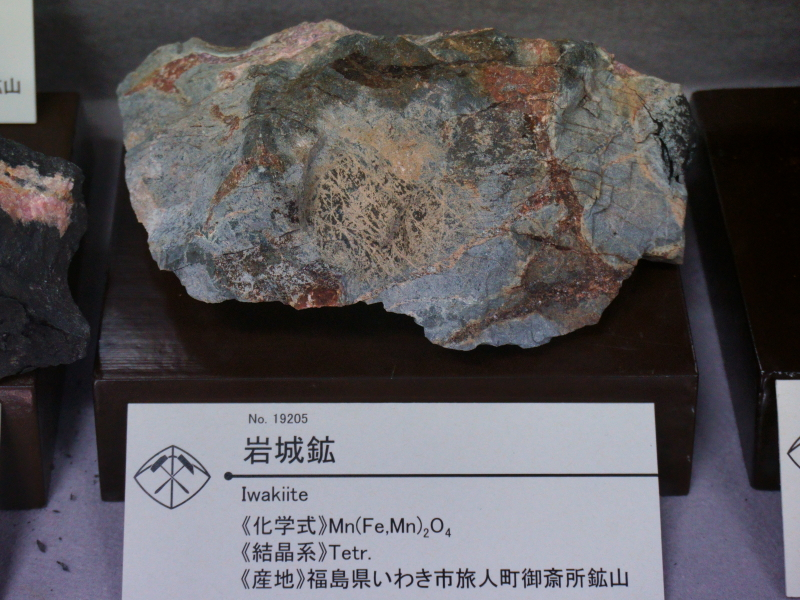
磐城鉱（秋田大学附属鉱業博物館所蔵）

磐城鉱（いわきこう、 Iwakiite）は、1979年に発表された日本産新鉱物で、国立科学博物館の鉱物学者松原聰などにより、福島県いわき市の御斉所（ございしょ）マンガン鉱山で発見された。 
化学組成はMn2+(Fe3+,Mn3+)2O4で、正方晶系。ヤコブス鉱(Jacobsite、Mn2+Fe3+2O4、等軸晶系、1896年命名）の3価の鉄の一部を3価のマンガンが置き換えることにより、対称性の下がった同質異像となったものである。強い磁性を持ち、ヤコブス鉱と共生しない石英としばしば共生していることが特徴。いわき市の古い呼び名にちなんで命名された。発見者の松原は、磐城鉱を発見した業績により、1980年に日本鉱物学会から櫻井賞（第17号メダル）を授与されている。
しかし、スピネル超族の命名規約の確立に伴い、磐城鉱は、ヤコブス鉱に含まれる3価のマンガンのヤーン・テラー効果によって構造に歪みが生じたものと判明した（鉄とマンガンの位置関係は同一であるため、同一鉱物とみなされる）。このため、磐城鉱は独立種としての扱いを2018年に取り消され、「ヤコブス鉱Q（Jacobsite-Q）」という亜種名で呼ばれることとなった。